# Guru Maharaj Ji
Guru Maharaj Ji er en dansk dokumentarfilm fra 1975 med instruktion og manuskript af Steen B. Johansen.

## Handling
I juni 1974 samledes 5000 disciple omkring guruen Prem Rawats besøg i Danmark. Filmen viser forberedelser til festen, interviews med deltagere, guruens fortid i Indien og endelig fællesmødet i Forum.